# FK Dukla Banská Bystrica
FK Dukla Banská Bystrica é uma equipe eslovaca de futebol com sede em Banská Bystrica. Disputa a primeira divisão da Eslováquia (Campeonato Eslovaco de Futebol).
Seus jogos são mandados no SNP Stadium, que possui capacidade para 10.000 espectadores.

## História
O FK Dukla Banská Bystrica foi fundado em 01 de julho de 1965.